# Emilia-Romagna Tennis Cup
L'Emilia-Romagna Tennis Cup, nota in precedenza come Internazionali di Tennis Emilia Romagna, è un torneo professionistico di tennis maschile che fa parte dell'ATP Challenger Tour nella categoria Challenger 125. Si svolge annualmente dal 2019 sui campi in terra rossa del Tennis Club President di Montechiarugolo, località nei pressi di Parma. L'edizione del 2024 si è svolta allo Sporting Club Sassuolo di Sassuolo.

## Storia
Inaugurato nel 2019 come Internazionali di Tennis Emilia Romagna, le prime due edizioni sono state organizzate dalla MEF tennis events. Con i 156.240 dollari messi in palio, l'edizione del 2020 era il torneo italiano con il secondo montepremi più alto dopo gli Internazionali d'Italia. Nel 2020 la MEF tennis events aveva organizzato anche gli Internazionali di Tennis Città di Parma, un altro Challenger giocato sui campi in sintetico del PalaRaschi di Parma.
Nel 2021 il Challenger non è stato disputato, e al suo posto sui campi del Tennis Club President la Mef tennis events ha organizzato  il torneo del circuito ATP maschile Emilia Romagna Open, evento il cui torneo femminile faceva parte del circuito WTA 250 e si è svolto la settimana prima di quello maschile, ma al Tennis Club Parma, nel capoluogo emiliano.
Nel 2022 è stato ripristinato il Challenger 125 maschile con il nuovo nome Emilia-Romagna Tennis Cup, e per l'occasione i dirigenti del Tennis Club President si sono affidati all'organizzazione dell'azienda Master Group Sport. Quello stesso anno la Mef tennis events ha a sua volta organizzato un Challenger 125, il Parma Challenger, disputato al Tennis Club Parma la settimana dopo lo svolgimento del Parma Ladies Open, torneo femminile WTA 250 anch'esso organizzato dalla Mef tennis events al Tennis Club Parma.

## Albo d'oro

### Singolare
| Anno | Campione                                          | Finalista                                         | Punteggio                                         |
| ---- | ------------------------------------------------- | ------------------------------------------------- | ------------------------------------------------- |
| 2025 | Carlos Taberner                                   | Dušan Lajović                                     | 7–6(1), 6–2                                       |
| 2024 | Jesper de Jong                                    | Daniel Altmaier                                   | 7–6(5), 6–1                                       |
| 2023 | Alexandre Müller                                  | Francesco Maestrelli                              | 6–1, 6–4                                          |
| 2022 | Borna Ćorić                                       | Elias Ymer                                        | 7–6(4), 6–0                                       |
| 2021 | Sostituito dal torneo ATP/WTA Emilia Romagna Open | Sostituito dal torneo ATP/WTA Emilia Romagna Open | Sostituito dal torneo ATP/WTA Emilia Romagna Open |
| 2020 | Frances Tiafoe                                    | Salvatore Caruso                                  | 6–3, 3–6, 6–4                                     |
| 2019 | Tommy Robredo                                     | Federico Gaio                                     | 7–6(10), 5–7, 7–6(6)                              |

### Doppio
| Anno | Campioni                                          | Finalisti                                         | Punteggio                                         |
| ---- | ------------------------------------------------- | ------------------------------------------------- | ------------------------------------------------- |
| 2025 | Matthew Romios (2) Ryan Seggerman                 | Alexander Erler Constantin Frantzen               | 7–6(4), 3–6, [10–7]                               |
| 2024 | Marco Bortolotti Matthew Romios (1)               | Ryan Seggerman Patrik Trhac                       | 7–6(7), 2–6, [11–9]                               |
| 2023 | Jonathan Eysseric Miguel Ángel Reyes Varela       | Luca Margaroli Ramkumar Ramanathan                | 6–2, 6–3                                          |
| 2022 | Luciano Darderi Fernando Romboli                  | Denys Molčanov Igor Zelenay                       | 6–2, 6–3                                          |
| 2021 | Sostituito dal torneo ATP/WTA Emilia Romagna Open | Sostituito dal torneo ATP/WTA Emilia Romagna Open | Sostituito dal torneo ATP/WTA Emilia Romagna Open |
| 2020 | Marcelo Arévalo Tomislav Brkić                    | Ariel Behar Gonzalo Escobar                       | 6–4, 6–4                                          |
| 2019 | Laurynas Grigelis Andrea Pellegrino               | Ariel Behar Gonzalo Escobar                       | 1–6, 6–3, [10–7]                                  |